# Tryphon subsulcatus
Tryphon subsulcatus là một loài tò vò trong họ Ichneumonidae.